# Leave It All to Me
Leave it All to Me («Оставь это всё мне») — дебютный сингл Миранды Косгроув, исполненный совместно с Дрейком Беллом. Продюсер и композитор — Майкл Коркоран. Эта песня специально была написана для ситкома «iCarly», в котором, как и в продолжении 2021 года, используется в качестве музыкальной темы.

## Выпуск и принятие
«Leave It All to Me» была выпущена 18 декабря 2007, как главный сингл в саундтрек-альбоме «iCarly». Данный сингл попал на сотое место в чарте Billboard Hot 100, продержавшись там неделю.

## Список композиций
| №  | Название                                 | Длительность |
| -- | ---------------------------------------- | ------------ |
| 1. | «Leave It All To Me (Theme From iCarly)» | 2:38         |

Другие версии
- Leave It All to Me (Jason Nevins Remix)
- Leave It All to Me (Billboard Remix)

## Кавер-версии
Кавер на эту песню был исполнен группой Less Than Jake, для их мини-альбома TV/EP.

## Чарты
| Чарты (2008)            | Пик позиции |
| ----------------------- | ----------- |
| США (Billboard Hot 100) | 100         |
| США Pop 100 (Billboard) | 83          |